# L'àngel de la Catedral de Girona
L'àngel de la Catedral de Girona corona el campanar de la Catedral i fa funcions de penell, ja que gira i assenyala la direcció del vent. L'actual figura és el tercer àngel que ha tingut la Catedral de la ciutat. Tanmateix, malgrat que durant segles els ciutadans de Girona s'hi han referit com un àngel, en un principi es tractava d'una representació de la fe, una figura també alada però amb els ulls embenats, si bé per la seva situació elevada aquest detall va passar desapercebut i fins i tot durant els setges napoleònics va perdre el cap. Per tant, el fet distintiu més evident eren les seves ales i tothom ho va associar a un àngel.

## Primer àngel
El primer àngel va ser construït entre el juny i l'agost del 1383, estava fet de bronze i girava sobre un pern vertical de ferro per servir de penell i indicar la direcció del vent. Anava col·locat a una torre que acabava de bastir-se a la façana de la seu romànica, sobre la Capella del Sant Sepulcre, que es trobava sobre el vestíbul de la porta d'entrada, l'anomenada galilea. La construcció d'aquest nou campanar va ser originada per la utilització de la Torre de Carlemany, incorporant-la a l'edificació gòtica com a contrafort. El campanar de la galilea era d'estil gòtic i havia de ser senzill i funcional, ja que havia de desaparèixer quan s'acabés la construcció de la catedral gòtica.
Les obres de la Catedral gòtica van ser dirigides pel mestre major Pere Sa Coma (que també dirigia el campanar de l'església de Sant Feliu). La construcció i fosa de l'àngel va ser dirigida pel mestre Guillem Morell. En els comptes del 27 de juny del 1383 es pot trobar la següent informació: un traginer anomenat Serra va portar una porció d'argila pel motlle del cap. El coure pel cos, la falda, el braç i la mà, el va proporcionar un calderer de Girona anomenat Guillem, segons una nota del 25 d'agost.
El 8 d'agost de 1383 l'àngel ja estava col·locat i girava sobre un pern que pesava dos quintars i que havia estat portat d'una forja de Vilafranca per un traginer de Mollet anomenat Mesgarós. També se sap que el pern el va fixar el ferrer de Girona Joan Tornay, qui el va llimar, endurir i en va construir una beina, tot plegat per un preu de cinc florins. La creu que aguanta l'àngel va ser forjada pel ferrer gironí Pere Vidal, que també va posar un espigot a l'eix per evitar que l'àngel pogués sortir del pern. Les ales van ser reforçades amb bronze. Tan l'estàtua com el pedestal van ser pintats amb vermelló, ocre, oli de llinosa, vernís i altres materials comprats a l'especier Blanc de Girona.
Es té constància de diverses actuacions de manteniment que se li van fer. El 25 de gener de 1621 el calderer gironí Magí Reynés va haver de soldar el braç de l'àngel i recobrir la bola del peu, ja que l'anterior era de fusta i estava corcada. El 1744, el serraller Antoni Salvatella restaura la figura afegint-hi coure i estany, i el pintor Miquel Comas la pinta de nou.
El 1754, acabat el campanar actual, es va provar de col·locar-hi l'antic àngel, però es va veure que el material estava malmès pel temps i el capítol va resoldre, segons acord de 17 d'agost d'aquell any, fer-lo de nou.

## Segon àngel

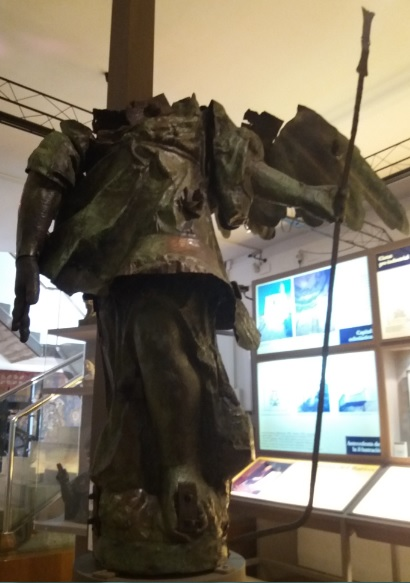
Segon àngel de la catedral, conservat al Museu d'Història

El segon àngel va ser construït pel mestre calderer Ramon Salvatella el 1746. L'eix de l'àngel i una barra que li reforçaven les ales van ser construïts amb ferro subministrat pel daguer gironí Narcís Calmellas, i va ser col·locat pel serraller Antoni Busquets, qui també va aportar una part del ferro. Per fer que la peça es conservés en el temps i per allargar-ne l'esplendor, el capítol va acordar daurar la figura. Aquesta tasca va ser realitzada pel daurador gironí Ambrosi Colobrán, qui va rebre pel material i el seu treball un total de 42 lliures i 5 sous. L'empresari de l'obra del campanar va ser el mestre Salvi Lliura.
Es desconeix exactament quan es va col·locar aquest segon àngel, però el 6 d'octubre de 1764, data en què es va acordar daurar-lo, ja estava instal·lat.
L'àngel va perdre el cap, segons tradició no provada documentalment, per l'impacte d'un projectil de l'artilleria napoleònica, durant el setge del 1809. Una altra versió, menys compartida, atribuïa la mutilació a un llamp. Aquest segon àngel, sense cap i molt deteriorat pel pas de la història i per les inclemències meteorològiques, actualment es conserva al Museu d'Història de la Ciutat.

## Tercer àngel
El 1959, quan es va finalitzar la façana principal de la Catedral, es va crear una comissió per dotar d'estàtues les fornícules buides. Aquesta comissió va determinar incloure en el pla de la construcció de les estàtues la reparació de l'àngel. El primer projecte era baixar-lo del campanar i construir un cap per substituir l'original que s'havia perdut. Un cop a baix es comprovà que el mal estat de l'escultura feia més operatiu substituir-la per una de nova, tot i que s'havia encarregat el projecte del cap a l'escultor Ramon Maria Carrera Savall, el qual ja hi estava treballant. El mateix Carrera va rebre l'encàrrec de la nova escultura.
Es consideren promotors de l'obra el Capítol catedralici i Francesc Xavier Alberch, regidor de l'ajuntament de Girona entre 1955 i 1967 i industrial de la foneria que va fer donació del motlle de ferro.
El Capítol per si sol no podia afrontar el cost total. La Diputació com l'Ajuntament subvencionaren l'obra d'acord amb les seves possibilitats que en aquell temps eren bastant limitades. El canonge obrer de la Catedral, el Dr. Josep Calzada, va realitzar una campanya entre els escolars i estudiants de Girona amb l'objectiu que aportessin una contribució econòmica de caràcter popular per pagar l'estàtua. Tant ell com el seu successor en el càrrec, el Dr. Ramon Baranera, tingueren un paper destacat com a impulsors i gestors de l'obra, així com el degà del Capítol, el Dr. Taberner. El Dr. Jaume Marquès hi aportà l'assessorament històric i el Doctor arquitecte Joan M. de Ribot l'assessorament tècnic.
Obtinguts els motlles i contramotlles de ferro colat s'hagueren d'acoblar les vint-i-tres peces d'aram que havien de constituir el conjunt de l'estàtua. El reblat i la soldadura anaren a càrrec de l'industrial metal·lúrgic Pere Mulleres Gudayol, el qual tenia el seu taller prop de la foneria Alberch. L'escultura, de 1'85 metres d'alçària, pesa 120 quilos i gira sense dificultat sobre un eix que pesa molt més que la imatge. Els treballs van començar el 1960 i van acabar el 18 de març de 1968.
El dia 6 de juny de 1968, a les cinc de la tarda, l'estàtua del nou àngel, col·locada al peu del campanar, va ser beneïda pel bisbe Jubany. Se li imposà el nom de Miquel en memòria del titular de la Capella que hi havia hagut a la Casa de la Ciutat. Immediatament després de la benedicció l'estàtua va ser enlairada fins al seu pedestal definitiu. A l'acte de benedicció van assistir-hi el governador civil Víctor Hellín Sol, l'alcalde Josep Bonet Cufí, el general governador militar, altres autoritats i molts gironins.
L'any 2003, en ocasió de les obres de restauració del campanar, es considerà convenient repassar l'estàtua de l'àngel. L'actuació anà a càrrec de l'artesà tècnic en cromats Joan Ensesa, i es realitzà in situ.

## Galeria

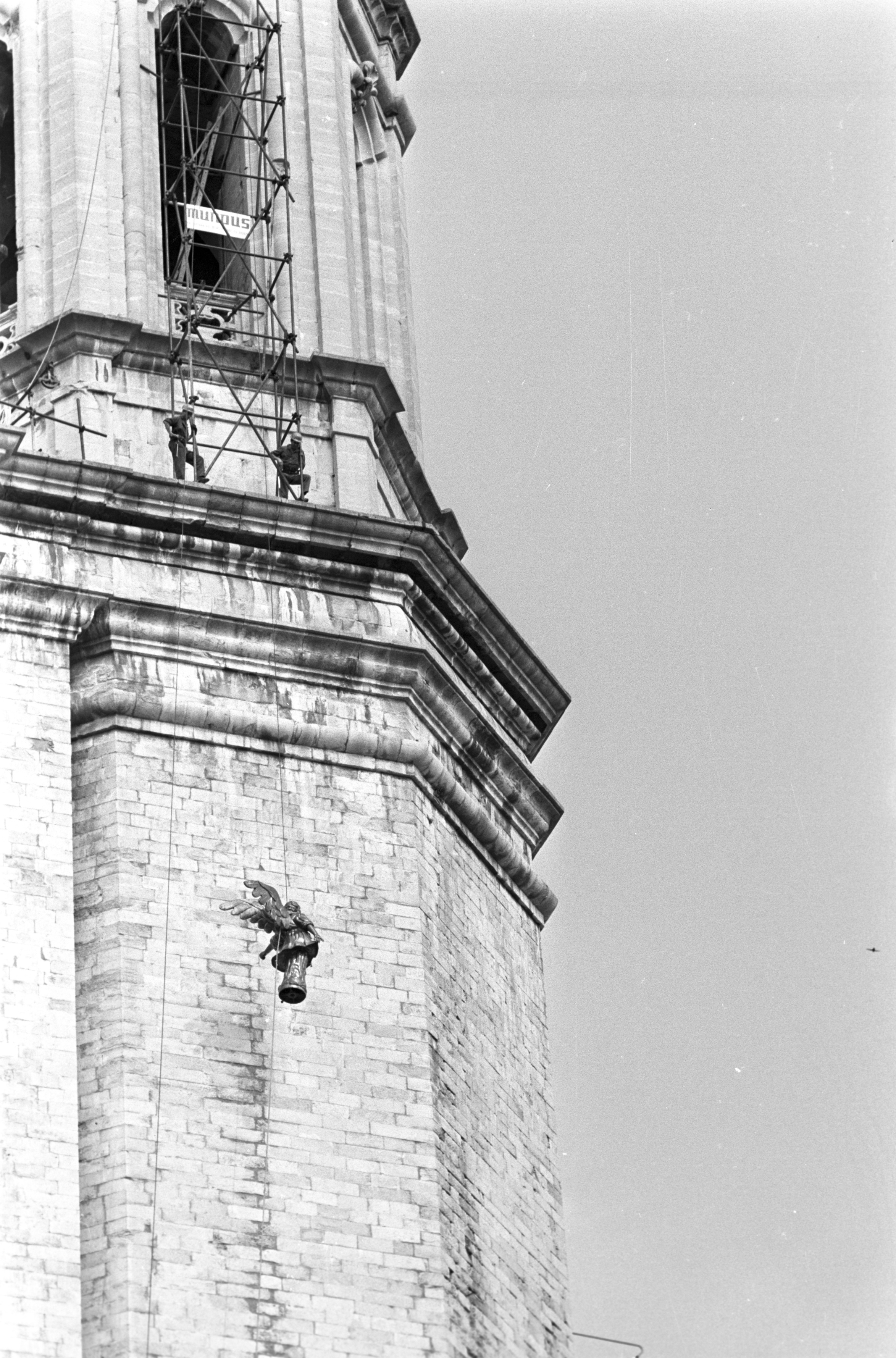
Enfilant l'àngel de la Catedral
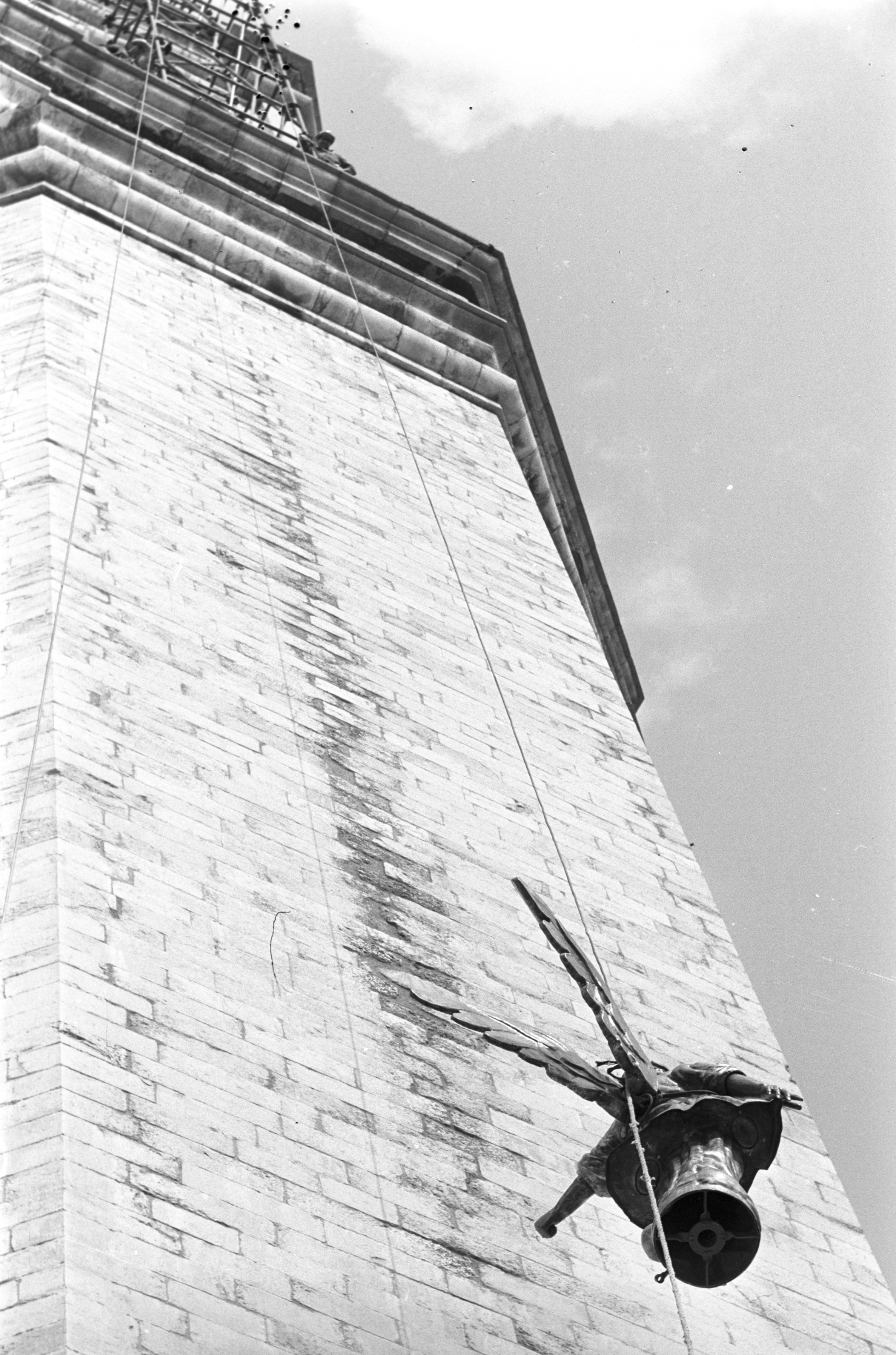
Pujant l'àngel de la catedral
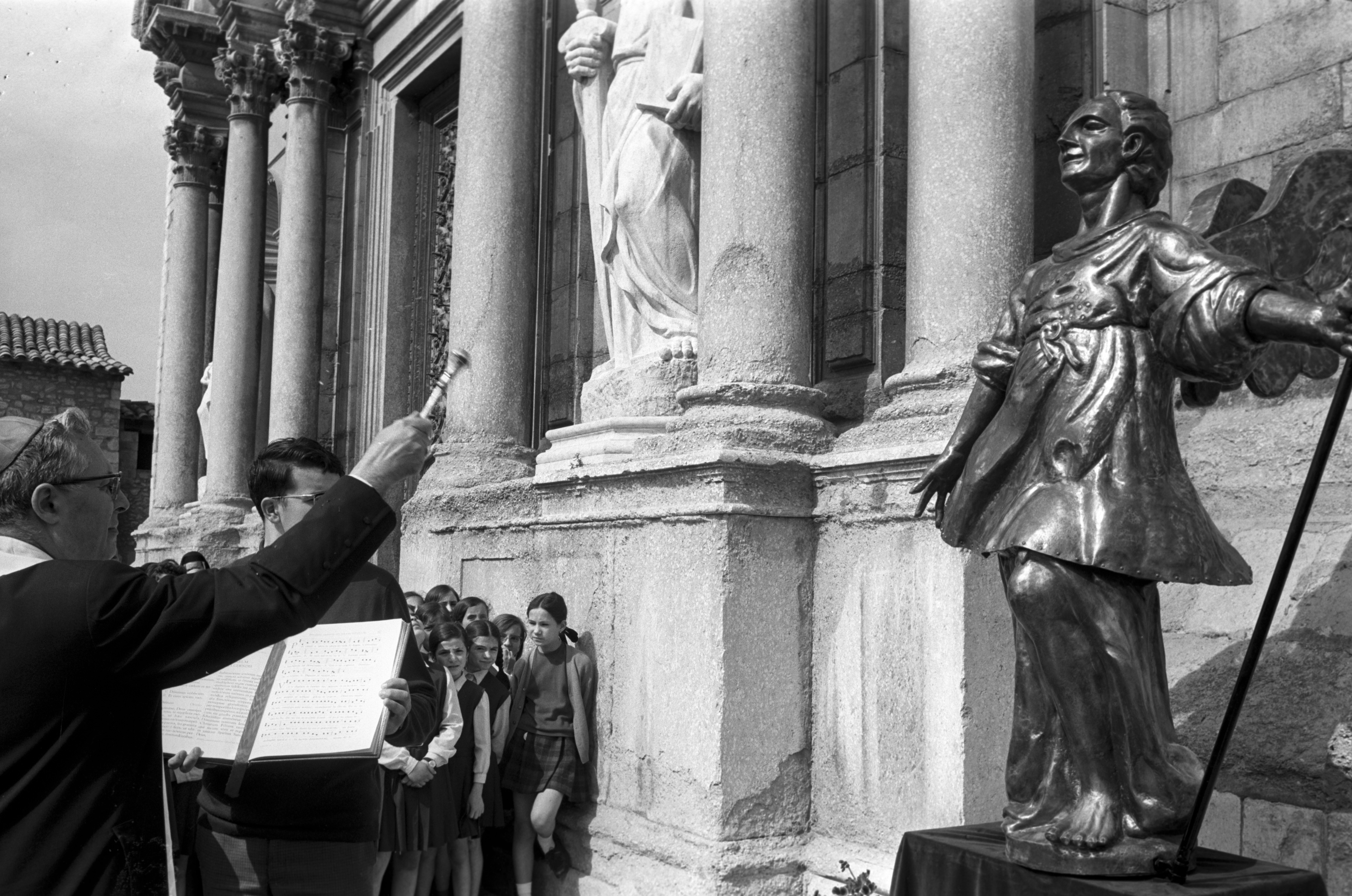
Benedicció de l'àngel de la catedral
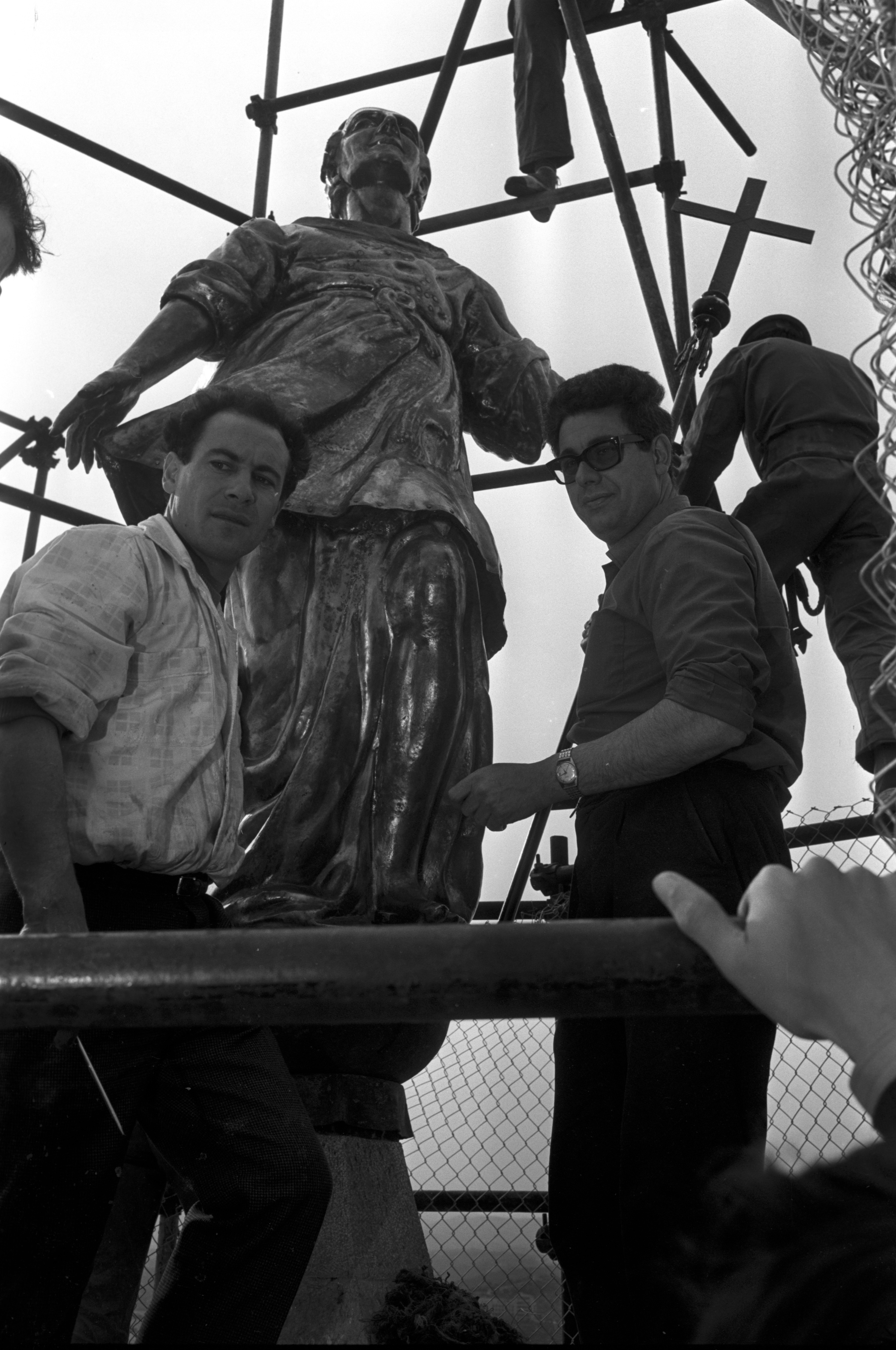
Col·locació de l'àngel de la catedral
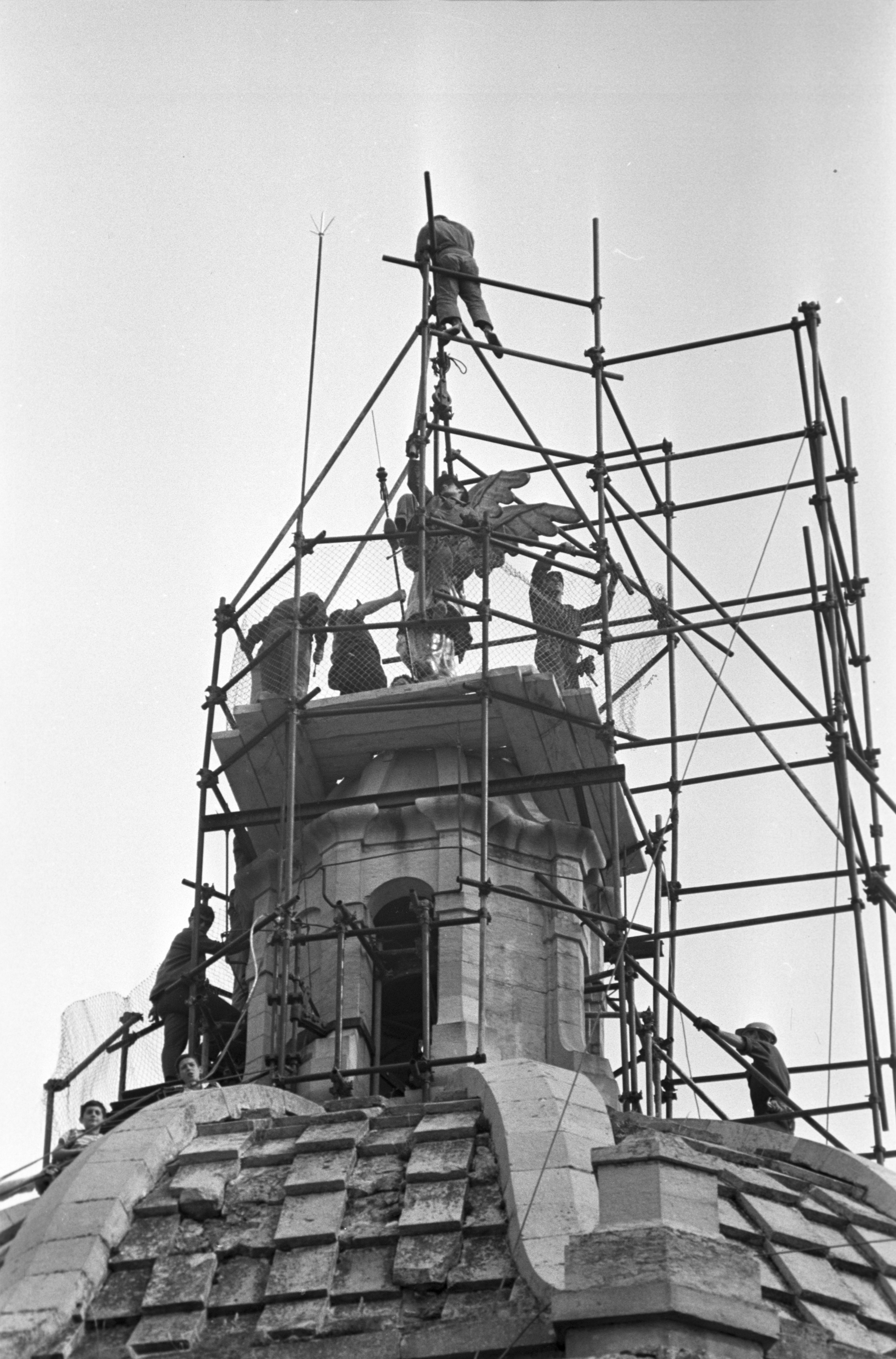
L'àngel de la catedral al campanar
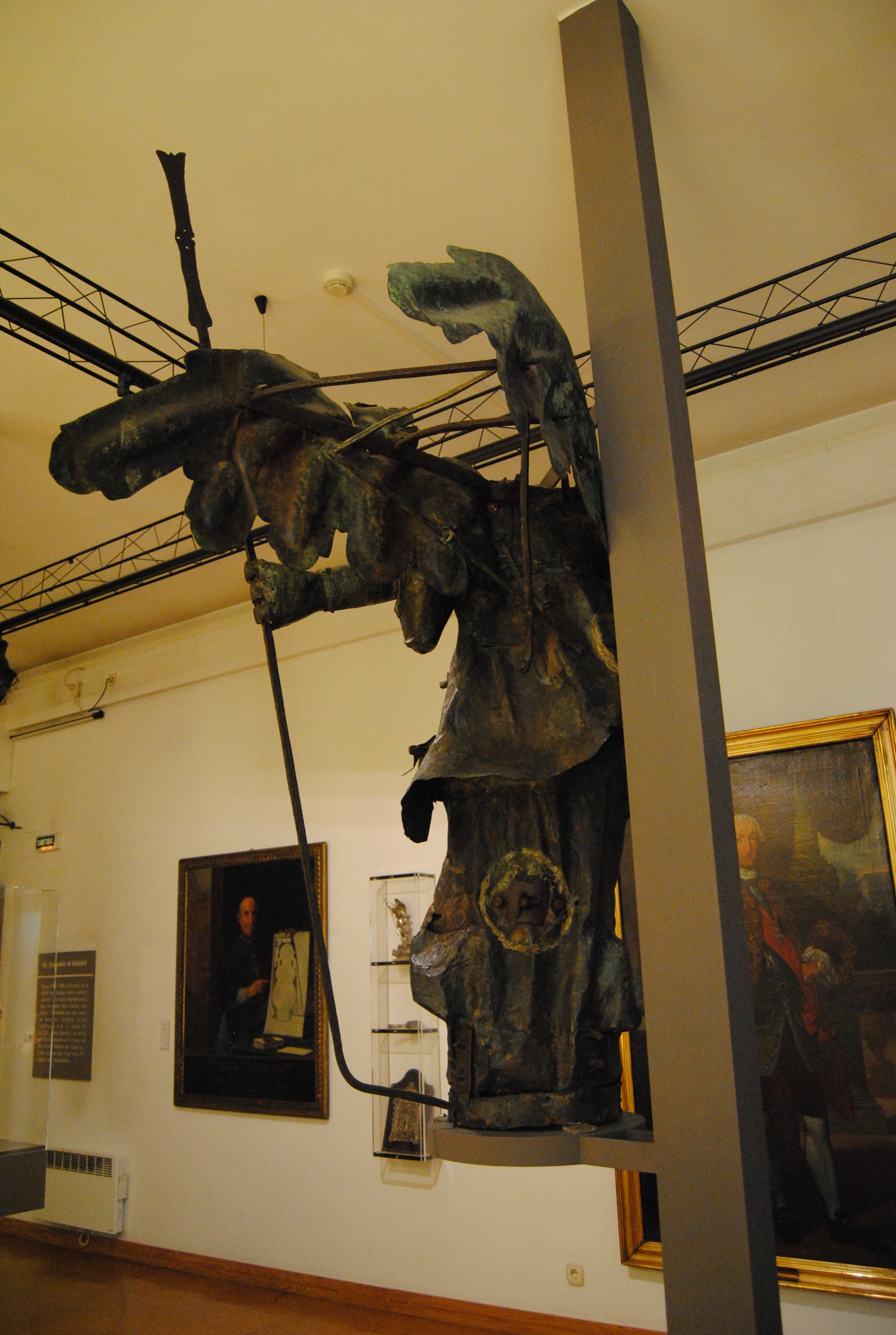
2n àngel de la Catedral
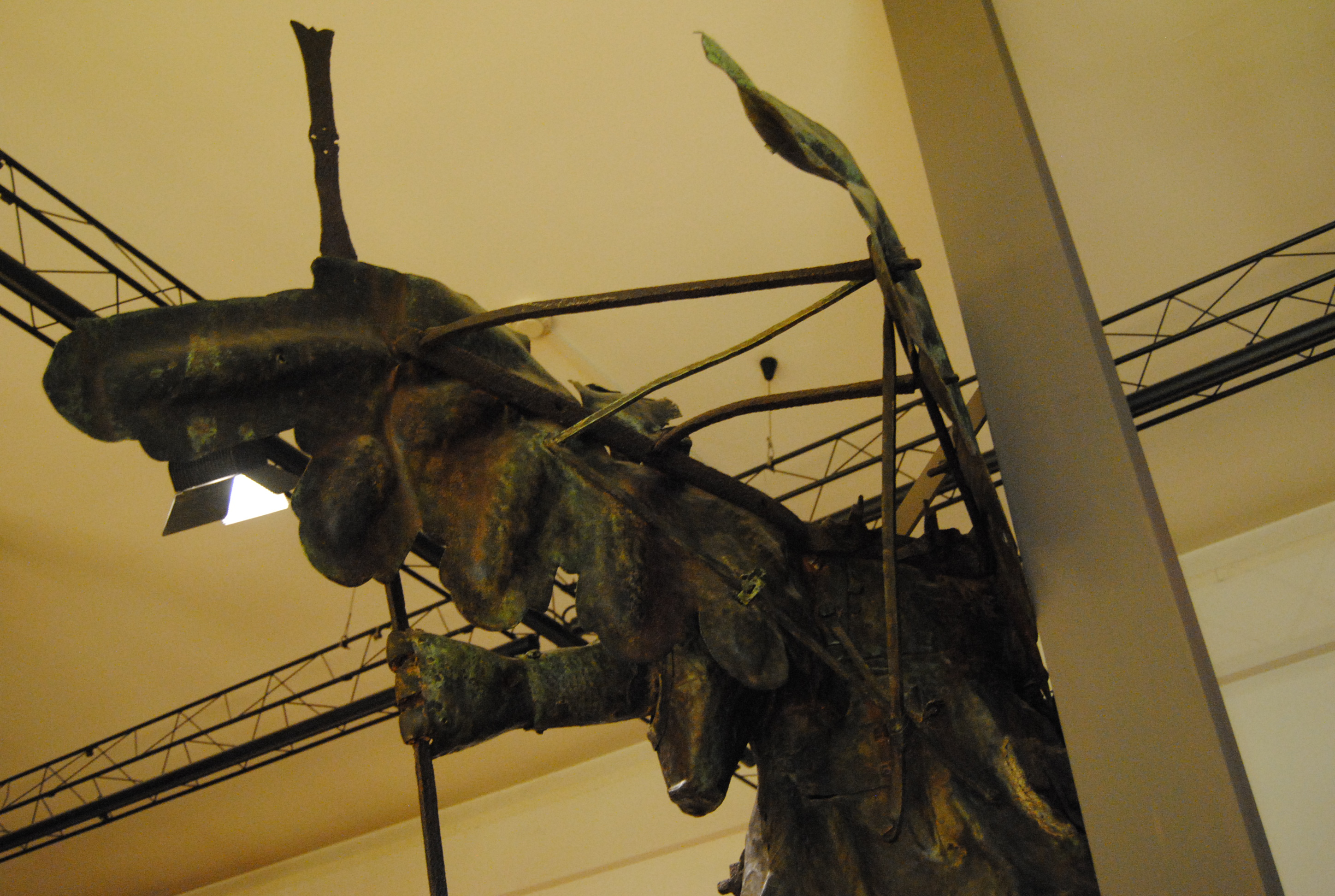
2n àngel de la Catedral
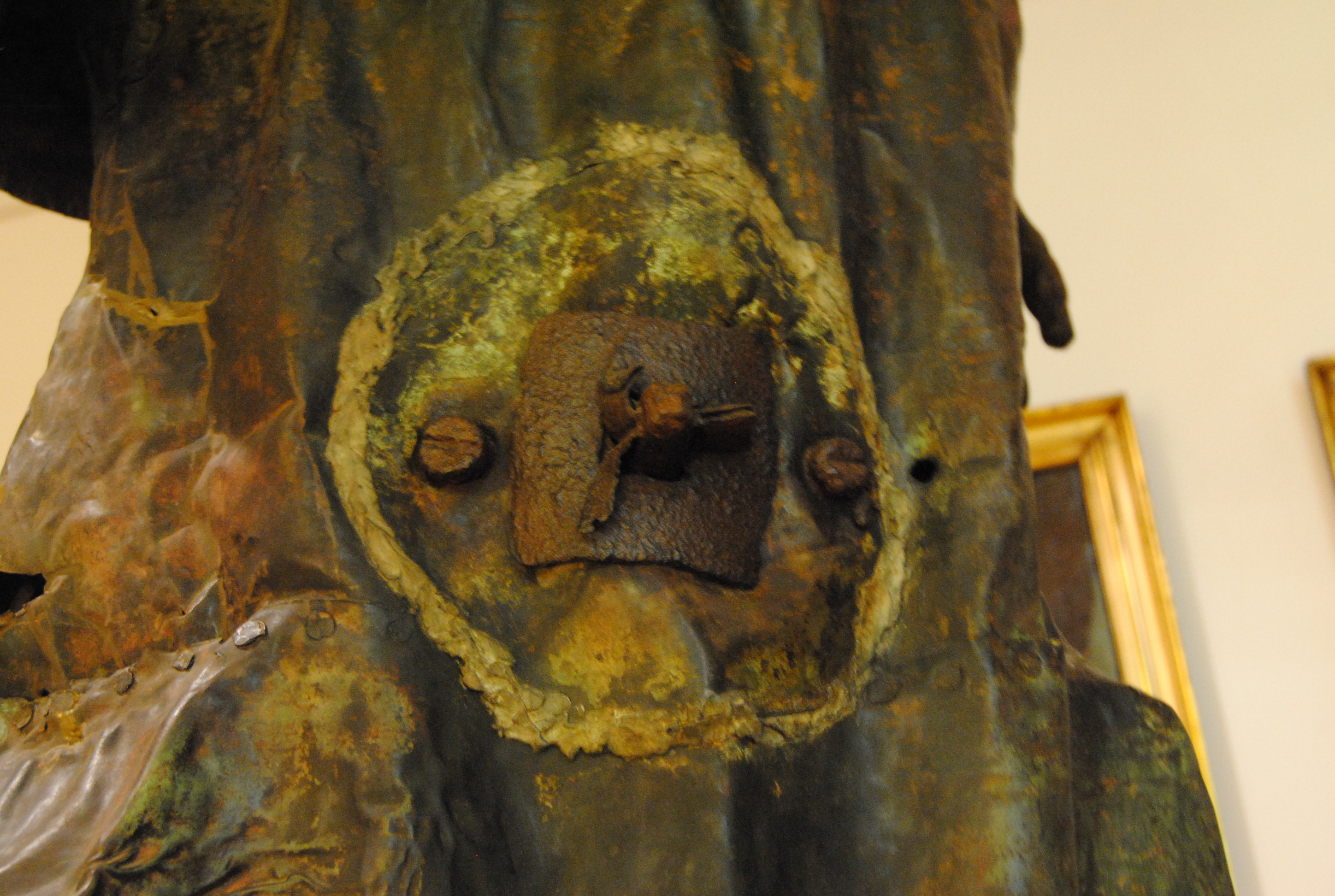
2n àngel de la Catedral
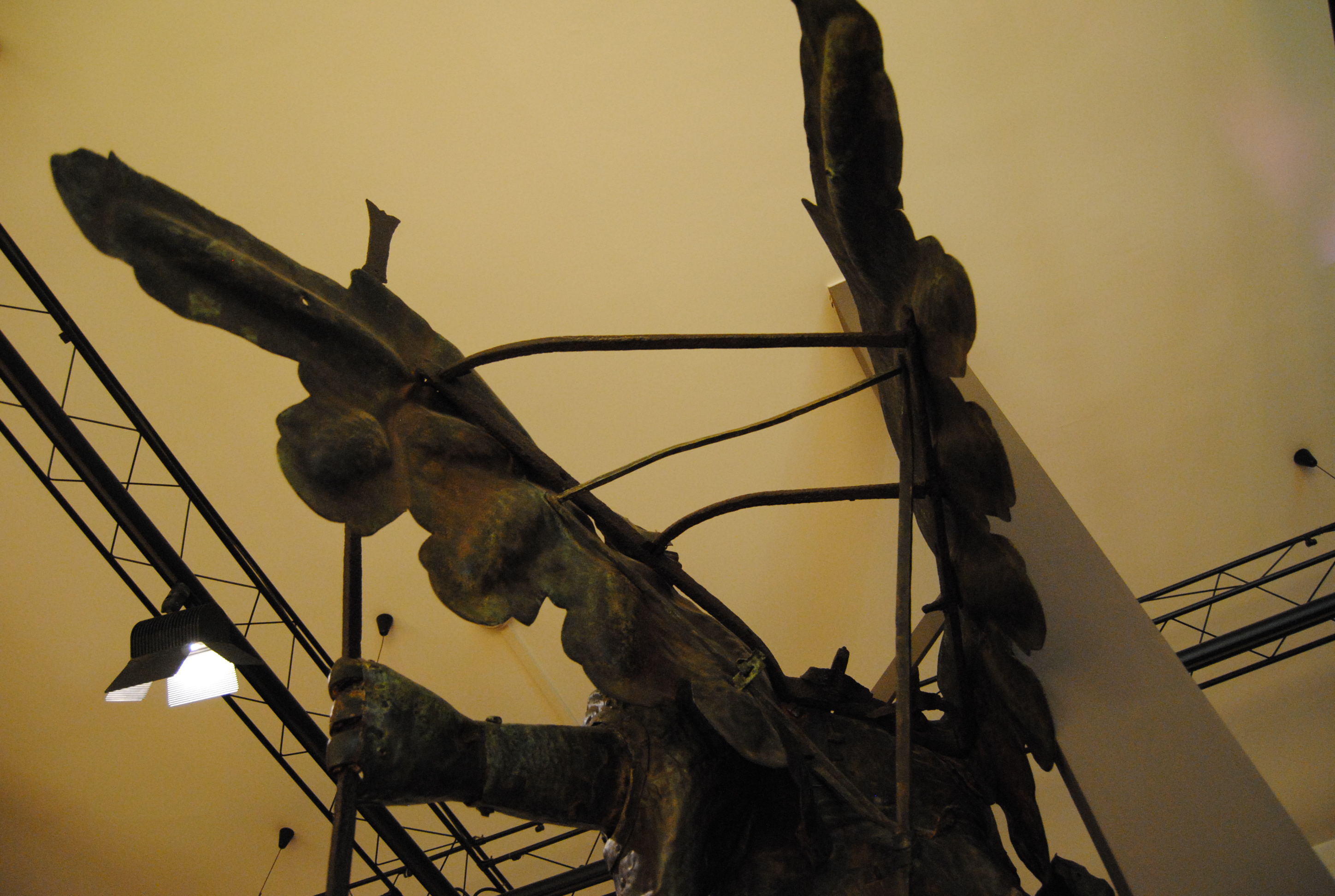
2n àngel de la Catedral
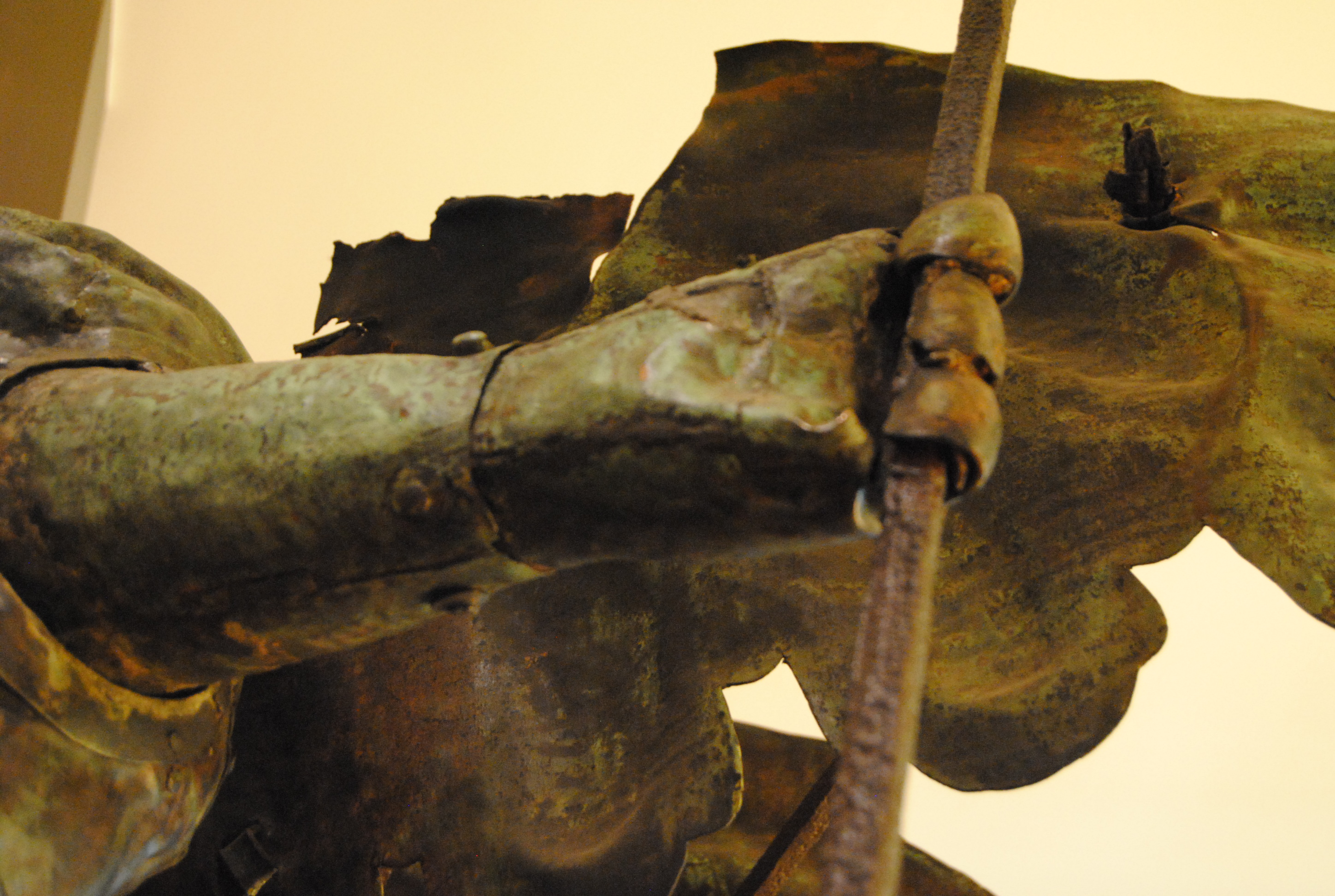
2n àngel de la Catedral
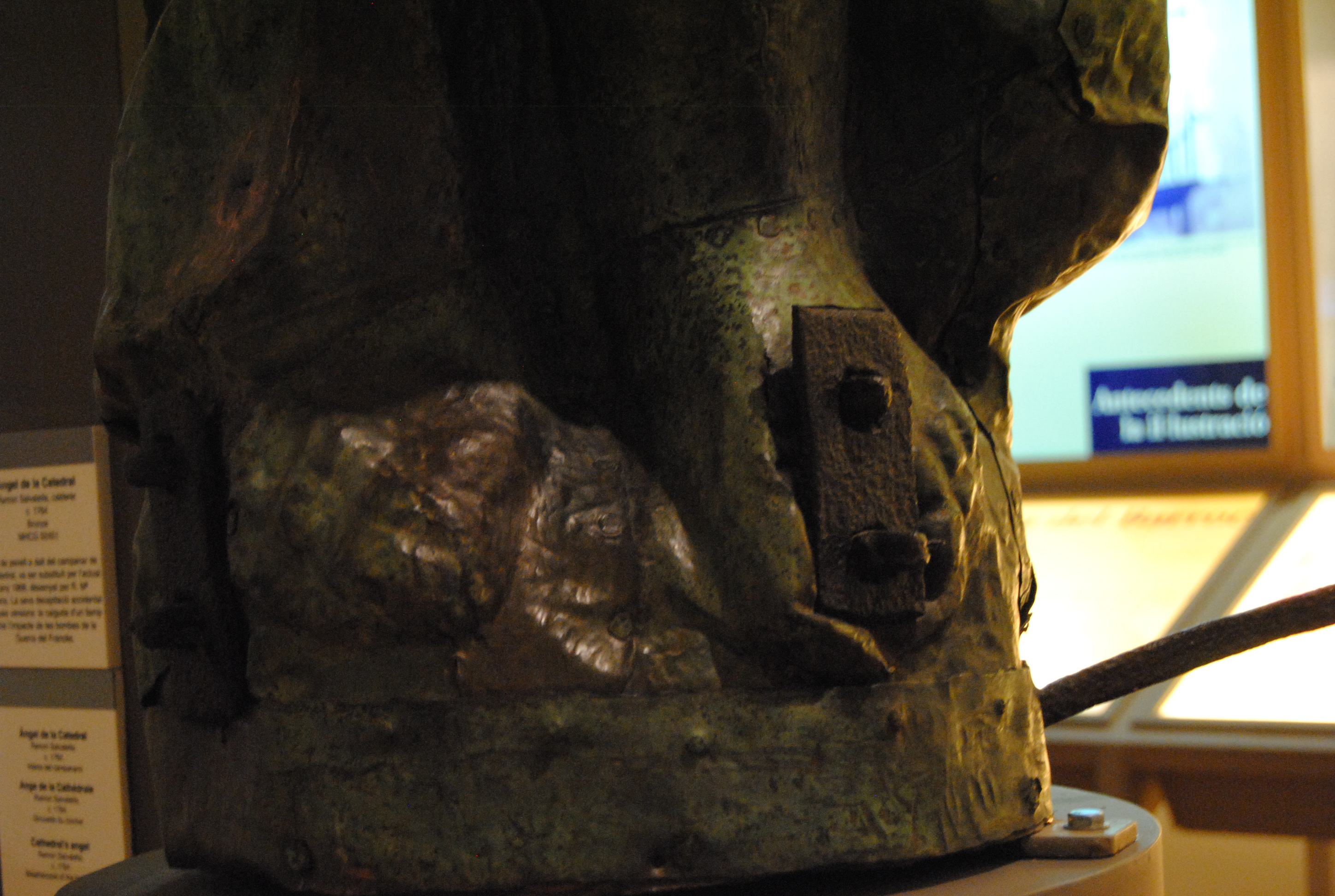
2n àngel de la Catedral
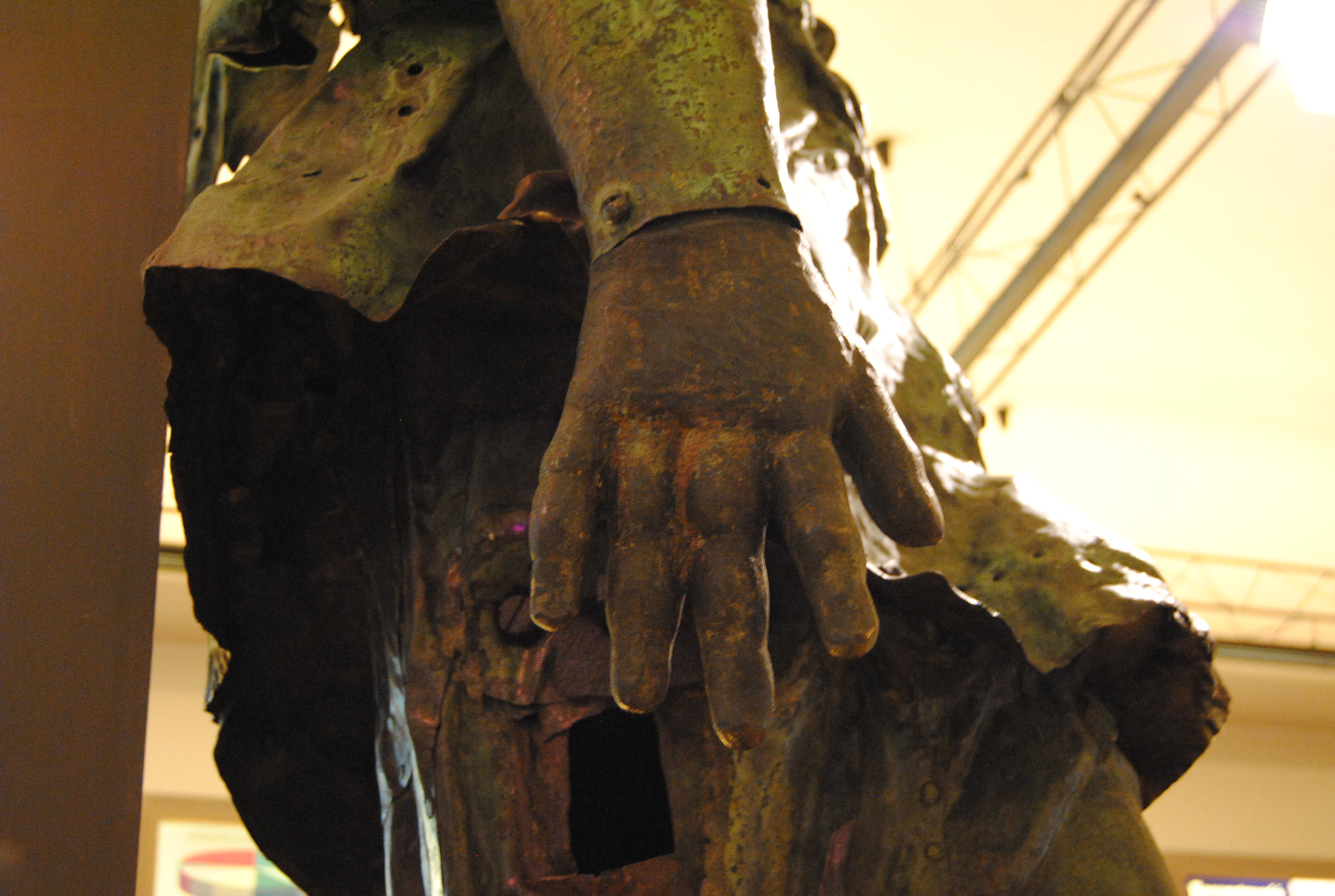
2n àngel de la Catedral
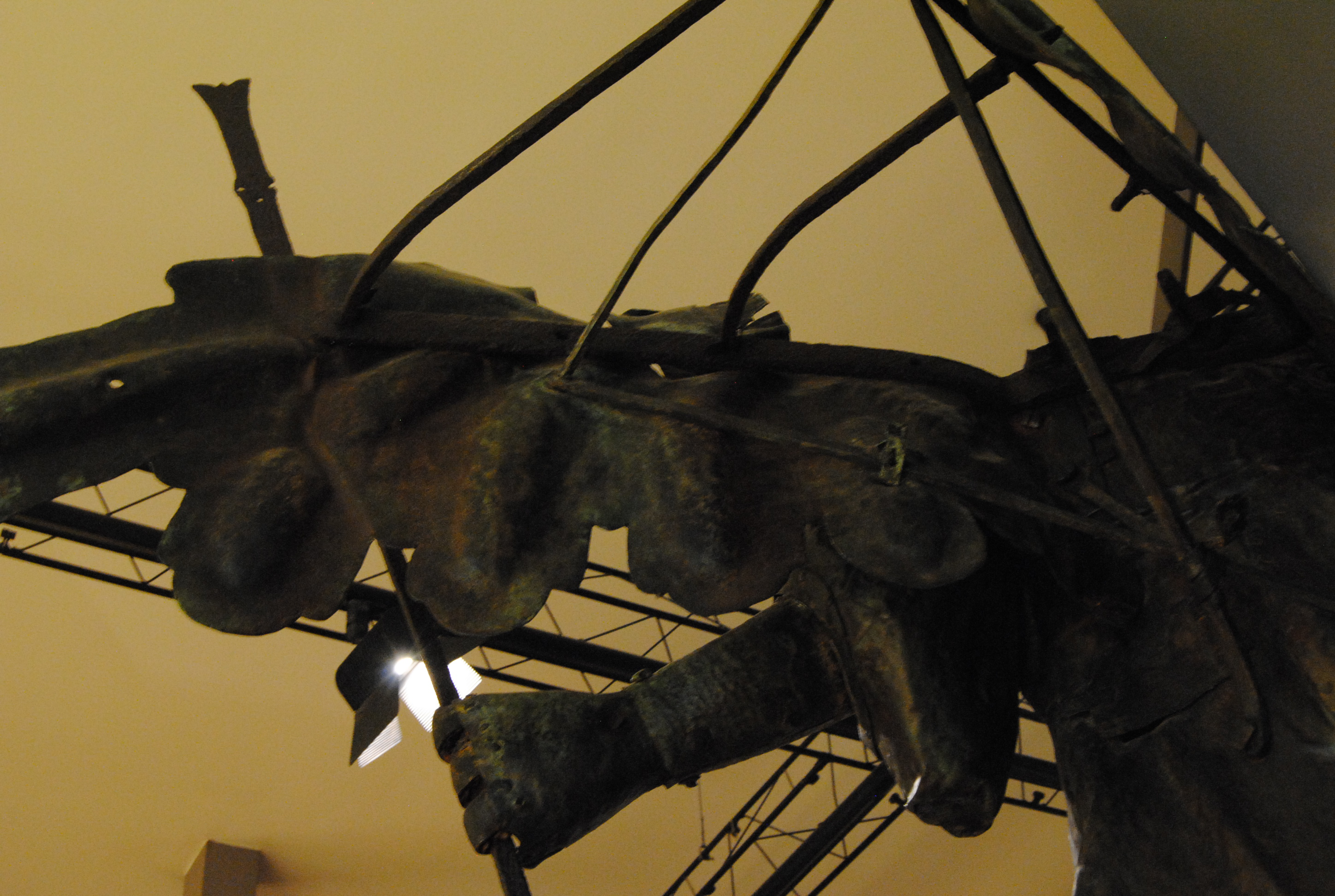
2n àngel de la Catedral